# 男裝女孩與嬌嬌女
《男裝女孩與嬌嬌女》是由もちオーレ擔任原作，並由majoccoid作畫的日本百合漫畫。漫畫先於Twitter及pixiv提前發布，2019年9月27日開始連載於月刊Comic REX（一迅社）。2020年3月27日出版單行本第1卷，至完結共2卷。繁體中文版由東立出版社代理，於2021年10月14日起出版。

## 劇情簡介
神田瑞樹是個女生，卻因為外表而被誤認為男生。在一次校慶，大她一屆的學姊大熊里美哀求她在偽娘咖啡館幫忙。為了讓對方知難而退，她開玩笑說只要對方願意和自己交往就答應，沒想到對方一口接受她的條件。神田想找機會向大熊坦承自己的真實性別，卻總是意外加深兩人的感情，於是決定暫時隱瞞性別，與大熊繼續交往......

## 登場人物
神田瑞樹
文學系二年級學生。穿著打扮和行為舉止讓人誤認為男生。有抽菸的習慣。
大熊里美
文學系三年級學生。與神田修同一堂課而認識。在認識神田之前從未與人交往。受到父母過度保護，且習慣不受約束地花錢。
小雪
大熊的好友。常為大熊的戀愛提供建議。
甲斐
神田的男性友人。神田與大熊交往後訴說戀愛煩惱的對象。
秋田
神田的男性友人。有著一頭長髮。
柴/芝
神田的男性友人。因小時候被姊姊欺負而變得害怕女生。身高比其他友人矮小。
神田成
神田的弟弟。被大熊誤認為女生。

## 出版書籍
單行本
| 卷數 | 一迅社         | 一迅社                 | 東立出版社     | 東立出版社             |
| 卷數 | 發售日期       | ISBN                   | 發售日期       | ISBN                   |
| ---- | -------------- | ---------------------- | -------------- | ---------------------- |
| 1    | 2020年3月27日  | ISBN 978-4-7580-6855-0 | 2021年10月14日 | ISBN 978-9-5726-5596-2 |
| 2    | 2020年12月25日 | ISBN 978-4-7580-6901-4 | 2023年3月6日   | ISBN 978-9-5726-9458-9 |

## 外部連結
- 一迅社－イケメン女と箱入り娘 作品紹介 （日語）
- もちオーレ的X（前Twitter） （日語）
- majoccoid的X（前Twitter） （日語）